# اریتربیک اسید
اریتربیک اسید (به انگلیسی: Erythorbic acid) با فرمول شیمیایی C6H8O6 یک ترکیب شیمیایی با شناسه پاب‌کم 700 است. که جرم مولی آن ۱۷۶٫۱۳ گرم بر مول می‌باشد. 